# Campeonato Mundial de Atletismo de 2015 - Arremesso de peso feminino

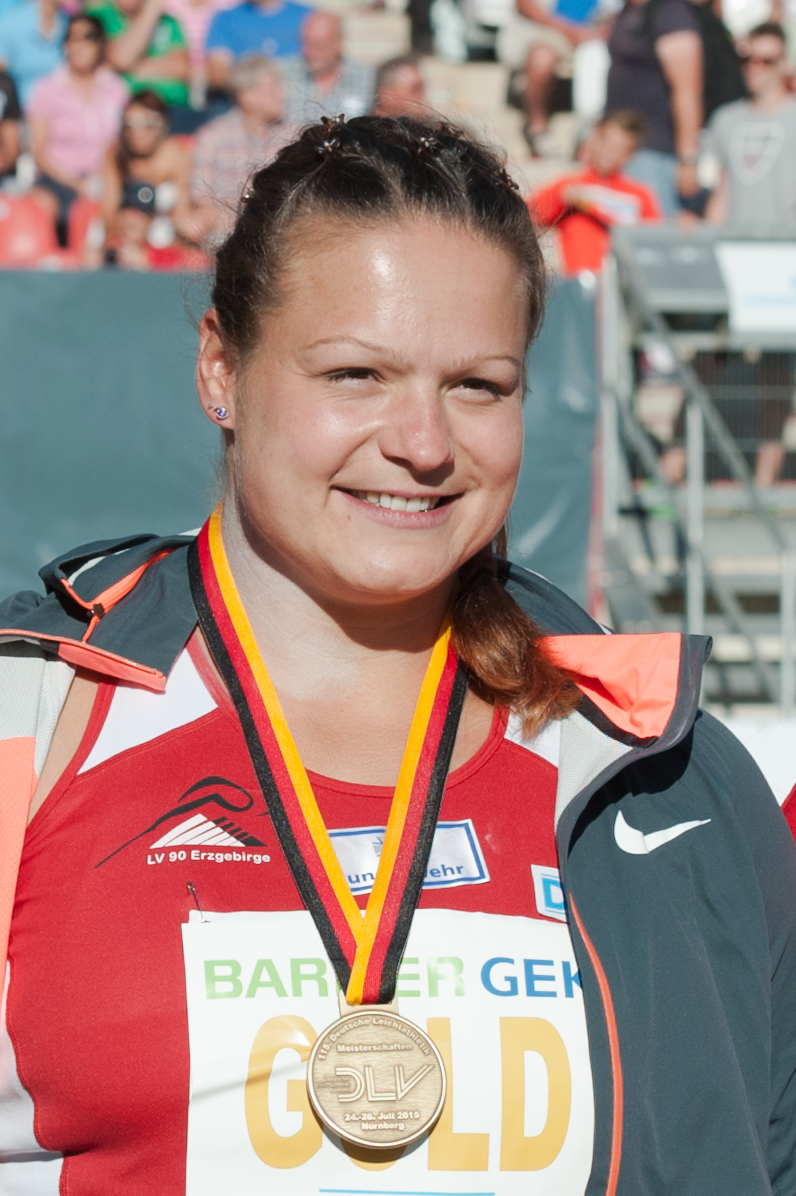
Christina Schwanitz, arremessadora de peso alemã

A prova do arremesso de peso feminino do Campeonato Mundial de Atletismo de 2015 foi disputada dia 22 de agosto no Estádio Nacional de Pequim, em Pequim.

## Recordes
Antes desta competição, os recordes mundiais e do campeonato nesta prova eram os seguintes:
| Tipo                  | Atleta             | Distância | Local  | Data                  | Ref |
| --------------------- | ------------------ | --------- | ------ | --------------------- | --- |
|                       | Natalya Lisovskaya | 22,63     | Moscou | 7 de junho de 1987    | ver |
| Recorde do campeonato | Natalya Lisovskaya | 21,24     | Roma   | 5 de setembro de 1987 | ver |

## Medalhas
| Ouro                      | Prata             | Bronze                |
| Christina Schwanitz (GER) | Gong Lijiao (CHN) | Michelle Carter (USA) |

## Cronograma
Todos os horários são locais (UTC+8).
| Data         | Hora  | Evento        |
| ------------ | ----- | ------------- |
| 22 de agosto | 10:10 | Eliminatórias |
| 22 de agosto | 20:05 | Final         |

## Resultados

### Eliminatórias
Qualificação: 18,30 m (Q) e pelo menos 12 melhores (q) avançam para a final. 
| Colocação | Grupo | Atleta                  | Nacionalidade     | #1    | #2    | #3    | Marca | Notas |
| --------- | ----- | ----------------------- | ----------------- | ----- | ----- | ----- | ----- | ----- |
| 1         | A     | Christina Schwanitz     | Alemanha          | 19.39 |       |       | 19.39 | Q     |
| 2         | B     | Michelle Carter         | Estados Unidos    | 19.22 |       |       | 19.22 | Q     |
| 3         | B     | Gong Lijiao             | China             | 19.11 |       |       | 19.11 | Q     |
| 4         | A     | Anita Márton            | Hungria           | 17.40 | 18.85 |       | 18.85 | Q     |
| 5         | B     | Natallia Mikhnevich     | Bielorrússia      | 17.97 | 18.17 | 18.57 | 18.57 | Q     |
| 6         | A     | Cleopatra Borel         | Trinidad e Tobago | 17.01 | 18.55 |       | 18.55 | Q     |
| 7         | A     | Aliona Dubitskaya       | Bielorrússia      | 17.95 | 18.51 |       | 18.51 | Q     |
| 8         | B     | Natalia Ducó            | Chile             | 17.84 | 18.29 | x     | 18.29 | q     |
| 9         | A     | Gao Yang                | China             | 17.97 | 18.18 | 18.21 | 18.21 | q     |
| 10        | B     | Jeneva Stevens          | Estados Unidos    | 17.81 | 17.77 | 18.05 | 18.05 | q     |
| 11        | B     | Yuliya Leantsiuk        | Bielorrússia      | 17.58 | 17.96 | x     | 17.96 | q     |
| 12        | A     | Paulina Guba            | Polónia           | 17.46 | 17.55 | 17.73 | 17.73 | q     |
| 13        | A     | Tia Brooks              | Estados Unidos    | 17.71 | x     | x     | 17.71 |       |
| 14        | A     | Chiara Rosa             | Itália            | x     | 17.54 | x     | 17.54 |       |
| 15        | A     | Geisa Arcanjo           | Brasil            | 17.26 | 17.02 | 17.42 | 17.42 |       |
| 16        | B     | Guo Tianqian            | China             | 17.10 | x     | 16.98 | 17.10 |       |
| 17        | B     | Yaniuvis López          | Cuba              | 16.85 | 17.10 | 16.94 | 17.10 |       |
| 18        | B     | Leila Rajabi            | Irão              | 17.04 | x     | x     | 17.04 |       |
| 19        | A     | Halyna Obleshchuk       | Ucrânia           | 16.97 | 16.74 | 16.12 | 16.97 |       |
| 20        | A     | Auriol Dongmo Mekemnang | Camarões          | 16.46 | 16.85 | x     | 16.85 | NR    |
| 21        | B     | Ahymara Espinoza        | Venezuela         | 16.53 | 16.76 | x     | 16.76 |       |
| 22        | A     | Danniel Thomas          | Jamaica           | x     | 16.62 | x     | 16.62 |       |
| 23        | B     | Úrsula Ruiz             | Espanha           | 16.36 | 16.26 | x     | 16.36 |       |
| 24        | B     | Keely Medeiros          | Brasil            | x     | 14.69 | 15.17 | 15.17 |       |

### Final
A final ocorreu às 20:05.
| Colocação         | Atleta              | Nacionalidade     | #1    | #2    | #3    | #4    | #5    | #6    | Resultado | Notas |
| ----------------- | ------------------- | ----------------- | ----- | ----- | ----- | ----- | ----- | ----- | --------- | ----- |
| Medalha de ouro   | Christina Schwanitz | Alemanha          | 19.80 | 20.00 | 20.37 | x     | 20.10 | x     | 20.37     |       |
| Medalha de prata  | Gong Lijiao         | China             | 20.30 | 20.05 | 20.25 | x     | x     | 19.91 | 20.30     |       |
| Medalha de bronze | Michelle Carter     | Estados Unidos    | 19.45 | 19.76 | 18.57 | 18.85 | 19.48 | 19.71 | 19.76     |       |
| 4                 | Anita Márton        | Hungria           | 18.02 | 18.23 | 18.06 | 19.48 | 18.89 | 19.11 | 19.48     | NR    |
| 5                 | Gao Yang            | China             | 18.15 | 18.09 | 17.84 | 19.04 | x     | x     | 19.04     | PB    |
| 6                 | Aliona Dubitskaya   | Bielorrússia      | 18.21 | x     | 18.52 | 17.43 | x     | x     | 18.52     |       |
| 7                 | Yuliya Leantsiuk    | Bielorrússia      | 17.38 | 18.25 | 17.67 | 17.85 | x     | 17.85 | 18.25     |       |
| 8                 | Natallia Mikhnevich | Bielorrússia      | 17.05 | 18.09 | 17.75 | 18.11 | 17.79 | 18.24 | 18.24     |       |
| 9                 | Natalia Ducó        | Chile             | 17.94 | 17.95 | 17.98 |       |       |       | 17.98     |       |
| 10                | Jeneva Stevens      | Estados Unidos    | 16.79 | 17.44 | 17.84 |       |       |       | 17.84     |       |
| 11                | Paulina Guba        | Polónia           | 17.04 | 17.52 | 17.11 |       |       |       | 17.52     |       |
| 12                | Cleopatra Borel     | Trinidad e Tobago | 17.43 | x     | 16.85 |       |       |       | 17.43     |       |

Legenda
| Recorde mundial       | Recorde mundial (World record)               |                       | Recorde africano                      | Recorde africano (African) |                                           | Q | Classificado por posição (Qualified) |
| Recorde do campeonato | Recorde do campeonato (Championship record)  | Recorde da América    | Recorde da América (Americas)         | q                          | Classificado por melhor tempo (Qualified) |   |                                      |
| Melhor marca do ano   | Melhor marca do ano (World leading)          | Recorde asiático      | Recorde asiático (Asian)              | DNS                        | Não largou (Did not start)                |   |                                      |
| Recorde nacional      | Recorde nacional (National record)           | Recorde europeu       | Recorde europeu (European)            | DNF                        | Não terminou (Did not finish)             |   |                                      |
| Recorde pessoal       | Recorde pessoal do atleta (Personal best)    | Recorde da Oceania    | Recorde da Oceania (Oceania)          | DSQ / DQ                   | Desclassificado (Disqualified)            |   |                                      |
| Recorde da temporada  | Recorde da temporada do atleta (Season best) | Recorde sul-americano | Recorde sul-americano (South America) | NM                         | Sem marca (No mark)                       |   |                                      |